# كربونات الليثيوم
 كربونات الليثيوم  مركب كيميائي له الصيغة Li2CO3 ، ويكون على شكل مسحوق أبيض .

## التحضير
يحضر مركب كربونات الليثيوم من تفاعل كربونات الصوديوم مع أحد أملاح الليثيوم المنحلة حسب المعادلة:
{\displaystyle \mathrm {2\ Li^{+}+Na_{2}CO_{3}\longrightarrow Li_{2}CO_{3}+2\ Na^{+}} }

## الخواص
- على العكس من كربونات الفلزات القلوية فإن انحلالية كربونات الليثيوم ضعيفة في الماء، فقط حوالي 13 غ/ل ماء عند الدرجة 20°س، مع العلم أم انحلاليته على البارد أفضل منها على الساخن. كربونات الليثيوم غير منحل في الإيثانول.
- يتفاعل مع الأحماض حيث يحرر غاز ثنائي أكسيد الكربون حسب المعادلة:

{\displaystyle \mathrm {Li_{2}CO_{3}\ +\ 2\ H^{+}\ \longrightarrow \ 2\ Li^{+}\ +\ CO_{2}\ +\ H_{2}O} }
- بالتسخين يتفكك كربونات الليثيوم إلى أكسيد الليثيوم مع تحرر غاز ثنائي أكسيد الكربون

{\displaystyle \mathrm {Li_{2}CO_{3}\longrightarrow Li_{2}O+CO_{2}} }

## الاستخدامات
- يستخدم كربونات الليثيوم بشكل واسع أثناء تحضير فلز الألومنيوم (حوالي 50% من الاستهلاك) وذلك كصهارة. يشكل مركب كربونات الليثيوم حوالي 5% من حوض التحليل الكهربائي المستخدم من أجل استحصال الألمنيوم، حيث يقلل من درجة الحرارة اللازمة لحدوث عملية التحليل الكهربائي ويرفع من الناقلية الكهربائية.
- يستخدم في صناعة خزف والزجاج.
- يستخدم مركب كربونات الليثيوم كمهدئ في حالة الاضطرابات العصبية وتعكر المزاج ثنائي القطب، إلا أن له تأثيرات جانبية على الكلى والغدة الدرقية.